# Théâtre des Délassements–Comiques

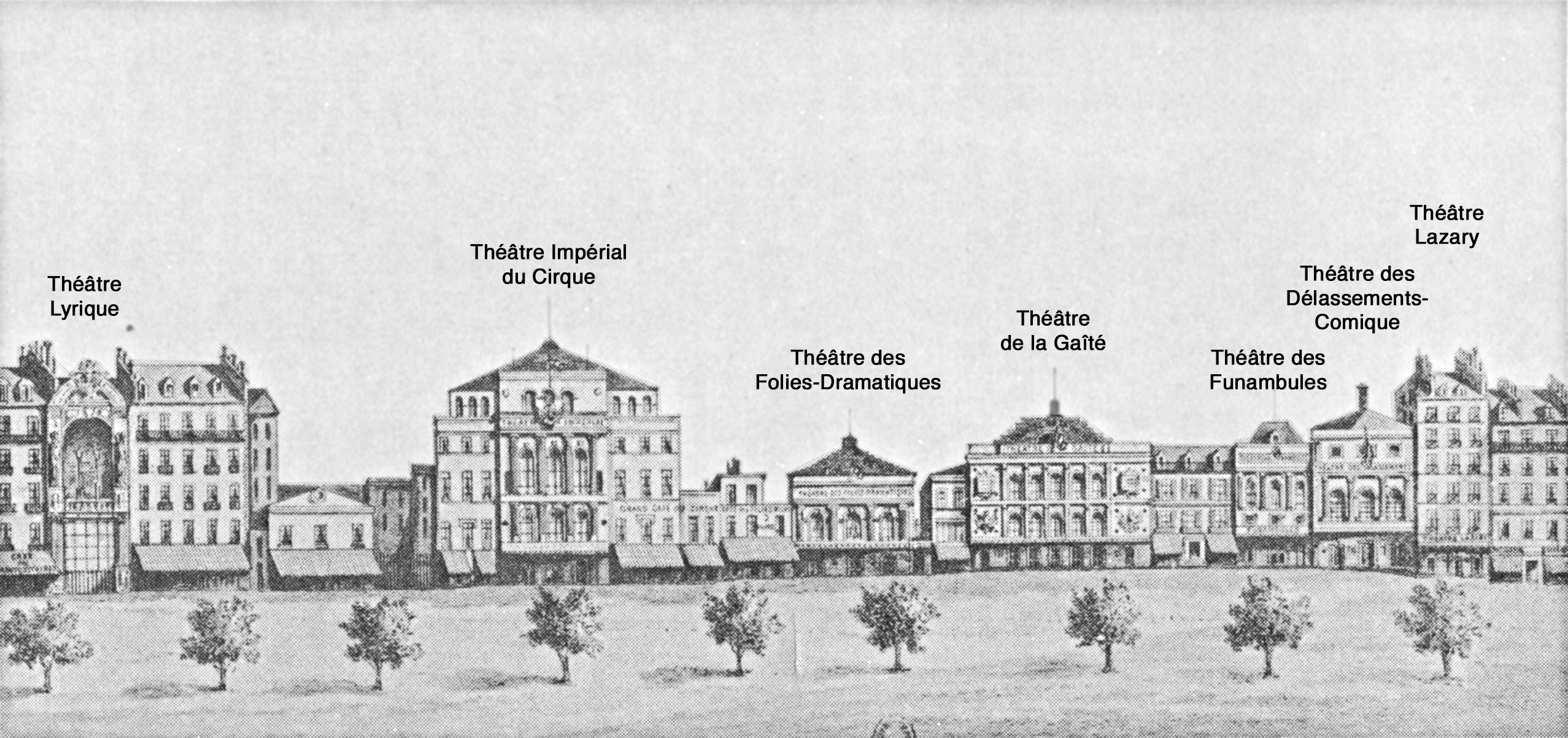
Ansicht des nördlichen Boulevard du Temple mit seinen Theatern

Das Théâtre des Délassements–Comiques war ein kleines Pariser Theater, das von 1785 bis 1890 bestand, am Boulevard du Temple lag und später einige Male seine Spielstätten wechselte.

## Geschichte
Im Jahr 1768 eröffnete der Komödiant Beauvisage das Theater am Boulevard du Temple 60 unter dem Namen Théâtre des Associés. Es wurden neben Komödien und Dramen auch Ausstellungen veranstaltet. Das Haus wurde dann vom Komödianten Louis Sallé übernommen, der dem Etablissement den Namen Théâtre patriotique du sieur Sallé gab. Der Schauspieler Lécluse, der der neue Besitzer war, gab dem Theater dann den Namen Théâtre des Variétés-Amusantes, hatte aber kein Glück und verkaufte das Theater und eröffnete etwas weiter das Théâtre des Jeunes-Artistes.
Der Name Théâtre des Délassements–Comiques wurde erstmals 1785 vom Schauspieler Dorfeuille und dessen Geschäftsführer Plancher-Valcour, einem Provinzschauspieler, verwendet. Die nächsten zwei Jahre waren von Erfolg geprägt, bis das Haus 1787 abbrannte. Um einen Neubau zu finanzieren, wurde der Polizeuleutnant Lenoir zum Teilhaber und der Saal wurde, gegen den Widerstand der Nachbarschaft, wiederaufgebaut. Das Programm bestand hauptsächlich aus Nummern mit drei Pantomimen, die hinter einem Gazevorhang, als Schattentheater, spielten. Am 14. Juli 1789, am Tag des Sturms auf die Bastille, stürmte Valcour die Bühne, riss den Gazevorhang herunter und rief vive la liberté (es lebe die Freiheit). Das Programm änderte sich aufgrund der neuen politischen Situation und den neuen Freiheiten drastisch. Neben Stücken von Valcour wurde auch Antoine Fabre d’Olivet gegeben. Die Theaterstücke glorifizierten nicht nur die Revolution, sondern übten durchaus auch Kritik an der Regierung.
Bemerkenswerterweise waren in den Theatern nun alle Arten der Aufführungen gestattet. Valcour nutzte das, um sich von der jetzt sehr großen Konkurrenz abzuheben und lud beispielsweise einen Physiker ein, der Experimente auf der Bühne vorführte. Das half ihm aber wenig und er musste seinen Posten 1792 räumen und der Schauspieler Colon übernahm die Führung und es erfolgte eine kurzzeitige Umbenennung in Théâtre de la République. Bis ins Jahr 1795, in dem der Schauspieler Prévôt kurzfristig das Haus unter dem Namen Théâtre sans prétention führte. Dessen Nachfolger wiederum hatte auch nicht viel mehr Glück, konnte sich aber vier Jahre halten, bis das Theater 1800 vom Direktor des Théâtre des jeunes Éleves, Belfort, übernommen wurde, der es wieder unter alten Namen eröffnete. Belfort setze auf bewährtes und nahm Komödien, Dramen, Vaudevilles und Opern ins Programm. Außerdem wurde die Bühne für den Schauspielunterricht der Kinderschauspieler genutzt, der vom Schauspieler Dorfeuille gegeben wurde. 1805 setzte sich Belfort zur Ruhe. Der neue Direktor, Anciet Lapôtre, ließ den Saal renovieren und stellte ein neues Ensemble zusammen und konnte erfolgreich bis 1807, als auf kaiserliches Dekret hin fast alle Theater geschlossen wurden, dort wirken.
Ein Café mit dem Namen Apollon öffnete dort seine Pforten. 1815 erhielt die bekannte Seiltänzerin Madame Saqui die Erlaubnis, dort einen Saal für akrobatische Vorführungen, Pantomimen und Harlekinaden zu eröffnen. Das geschah unter dem Namen Théâtre Saqui.  Von Anfang an herrschte eine starke Konkurrenz zum Théâtre des Funambules, das dieselbe Programmausrichtung hatte. Auch der Versuch der Zusammenarbeit, 1823, dauerte nur neun Monate an. 1830 wehrte sich Madamme Saqui erfolgreich gegen die rigiden Vorschriften für kleine Theater. Sie hätte nun ihr Programm frei gestalten können, verkaufte es aber und es wurden, unter dem neuen Besitzer, Vaudevilles und Dramen gegeben. Dieser nannte das Theater ab da erst Théâtre du Temple, dann nach ihm selbst, Théâtre Dorsay. 1841 wurde das alte Theater abgerissen, innerhalb von drei Monaten, einige Meter weiter, mit der Hausnummer 52, wiederaufgebaut und wiederum als Théâtre des Délassements-Comiques eröffnet. Im Jahr 1850 übernahm dann der Schauspieler Émile Taigny das durch den Vorgänger heruntergewirtschaftete Theater und übernahm die Direktion, die er bis zum Ende erfolgreich bekleidete.
Das Gebäude wurde dort bis 1862, als der Stadtumbau unter Georges-Eugène Haussmann erfolgte, als Theater genutzt, dann aber, wie die gesamte Häuserzeile, abgerissen. Ein neues Domizil fand das Ensemble auf der Rue de Provence. Ein weiterer Umzug, an den Boulevard du Prince-Eugéne erfolgte 1865. Nur kurz später erfolgte eine Umbenennung in Théâtre du Prince–Eugéne, die aber schon im Folgejahr rückgängig gemacht wurde.
Zur Zeit der Zeit der Pariser Kommune wurde bei den Straßenkämpfen von den Kommunarden Feuer gelegt und das Theater brannte aus.
Erneut wurde ein neues Theater gesucht und bereits zwei Jahre später auf der Rue du Faubourg–Saint–Martin gefunden. Es handelte sich dabei um das Haus in dem zuvor das Théâtre des Nouveautés spielte. Dort wurde bis zum Ende im Jahr 1878 gespielt.
Zwischen den Jahren 1886 und 1890 existierte ein weiteres Théâtre des Délassements–Comiques, über das aber nichts Weiteres bekannt ist.
Mit dem Théâtre des Délassements-Comiques sind Namen wie Ernest Blum, Édouard Montagne, Eugène Grangé, Paul Féval, Edouard-Louis-Alexandre Brisebarre, Alexandre Flan und viele weitere verbunden, deren Stücke dort ihre Uraufführungen hatten.